# Jim Burns
 (septembre 2016).
Si vous disposez d'ouvrages ou d'articles de référence ou si vous connaissez des sites web de qualité traitant du thème abordé ici, merci de compléter l'article en donnant les références utiles à sa vérifiabilité et en les liant à la section « Notes et références ».
Jim Burns, né le 10 avril 1948 à Cardiff en Galles-du-Sud, est un peintre  et illustrateur de science-fiction gallois.

## Biographie
En 1966 il s'engage dans la Royal Air Force pour devenir pilote. En raison des critères de sélection il doit quitter l'armée pour prendre une nouvelle orientation.
Il s'inscrit dans le Newport School of Art pour une année de formation. En suite Jim fait St. Martin's School of Art de Londres après trois ans il eut son diplôme de Art and Design.
En 1987, 1995 et 2005 il reçut le prix Hugo du meilleur artiste professionnel.
Burns a travaillé avec Ridley Scott sur Blade Runner. Il a illustré plusieurs couvertures de livres comme la série des Venus Prime (Base Vénus) d'Arthur C. Clarke & Paul Preuss ou River of Gods de Ian McDonald (écrivain), Robert Silverberg, Ray Bradbury, Peter F. Hamilton, Greg  Bear, Kate Elliott, S. Andrew Swann, Dave Duncan, Jack McDevitt...

## Œuvres
- Eon, 1986
- Venus Pirme 1 : Breaking Strain, Venus Pirme 2 : Maelstrom, 1987...
- Space Marine, 1989, Warhammer
- The Terran Derelict
- Muscle Ship Of The Lalandian Hegemony
- The Miranda Object
- Grail Imaging
- Dissection of the Miranda Pilot
- The River of Time
- Infinity's Shore, 1996
- Heaven's Reach, 1997
- Darwinia
- The Songbrids of Pain
- To Hold Infinity
- Slant
- Hostile Takeover 1 & 2
- Forests of night
- Emperors of the Twilight
- Spectres of the Dawn
- A Handfull of Men 1,2,3,4
- Armor
- The House on the Borderland
- Ancient Light
- The Engines of God
- Ancient Shores
- Chung Kuo1 & 2